# Domonkosfa
Domonkosfa (szlovénül: Domanjševci) többségében magyarok által lakott falu a Muravidéken, Szlovéniában. Közigazgatásilag Salhoz tartozik.

## Fekvése
Muraszombattól 26 kilométerre északkeletre fekszik, az Őrség nyugati szélén, a Vendvidéki-dombság (Goričko) vidékének északkeleti szegélyén. A Kis-Kerka patak völgyében helyezkedik el, közvetlenül a magyar határ mellett; keleti szomszédja, Kercaszomor már Vas vármegyéhez tartozik. A mai település Domonkosfa és Bükalja egyesítésével jött létre.

## Története
A települést 1431-ben "Domonkusolcz" alakban említik. Ekkor a Szölczei család birtoka volt. Szölczei Miklós 1449-ben és 1450-ben Vas vármegye alispánja volt. 1431-ben, amikor a nádasdi Darabos családdal örökösödési szerződést kötöttek mint birtokukban levő falvakkal Szölcze, Hertelen és Domonkusolcz helységeket sorolták fel.
Területén már ősidők óta laktak emberek, erre utalnak a határában található kétezer éves halomsírok. Feltehetően már a 11. században gyenge minőségű ún. gyepvasat termeltek itt. Erről tanúskodik a falutól északra a Sali határban található Vaslik dűlőnév.
Templomáról az első adat 1285-ből való. A 16. század végén a protestánsok kezére került és ők használták egészen 1732-ig, amikor Rosty István Vas vármegyei alispán a katolikusok részére visszafoglalta. A falu a középkorban több család birtoka volt, közülük legnagyobb részben a Nádasdy, Darabos és a Prosznyák családoké, de voltak kisebb birtokaik itt Szerdahelyi Keserű, Hegyi, Rajky, Újváry, Tarródy családoknak is.
A 17. század elején lakói már a töröknek is adóztak. Fennmaradt az 1640-ben készített falutörvény, mely az esküdtek megválasztásáról és más rendszabályokról intézkedik.
Fényes Elek szerint "Domonkosfa, magyar falu, Vas vgyében, ut. p. Lövő, 253 ágostai, 32 ref., 25 kath. lak. Többeké."
Vas vármegye monográfiája szerint "Domonkosfa, magyar község, 30 házzal és 642 ág. ev., r. kath. és ev. ref. vallású lakossal. Postája Kercza, távírója Szt.-Gotthárd. Román stílű kath. temploma a XIV. századból való."
Az 1852-es Schematismus Domonkosfát és Bükalját egyaránt magyar faluként jelölte meg. A felekezeti megoszlás a következő volt:
- Domonkosfa: 160 evangélikus, 40 református, 12 katolikus
- Bükalja: 65 református, 60 evangélikus, 5 katolikus

A ma Domonkosfa részét képező Bükalja a 19. század végéig önálló település volt. Neve már 1393-ból ismert „Bykalya” alakban. Lakói részben reformátusok, részben evangélikusok voltak. Az 1500-as évek közepén került a Batthyányiak tulajdonába. A 19. század végén Bükalját először Szomoróccal akarták egyesíteni, de mivel egyik község sem rendelkezett a megfelelő infrastruktúrával és túl kicsinek is bizonyult Bükalját végül Domonkosfával, a magyar fennhatóság alatt maradt Szomorócot pedig a 20. század közepén Kercával vonták össze.
A trianoni békeszerződésig Vas vármegye Szentgotthárdi járásához tartozott. 1920-ban Szerb–Horvát–Szlovén Királysághoz csatolták, mely 1929-ben a Jugoszlávia nevet vette fel. 1941-ben újra visszakerült Magyarországhoz, majd 1945 után ismét Jugoszlávia része lett. 1991-ben, Szlovénia függetlenségének kikiáltása óta Szlovénia része.

## Népessége
1910-ben Domonkosfának 712 túlnyomórészt magyar lakosa volt.
2002-ben a településnek 301 lakója volt.

## Nevezetességei

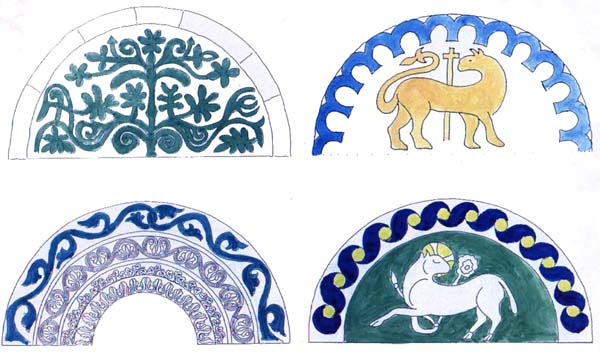
A négy románkori templomkaput díszítő timpanon közül a jobb felső a domonkosfai.

- evangélikus temploma 1902-ben épült neoromán stílusban Kleiber Alajos tervei szerint.
- A község katolikus temetőjében található a 13. század első feléből származó Szent Márton (eredetileg [Szűz Mária) templom. Ezt 1872-ben megmagasították és átépítették. 1971-74 között újabb rekonstrukció során belső részét az eredeti állapotokhoz közelítően újították fel. A templom déli kapuja fölött a románkori építészet és épületszobrászat szép részletét találjuk. Tizenkét ívű timpanonkoszorúban párduc tartja a keresztet. Párducos állat csak Zalaháshágyon tartja a keresztet románkori timpanonjainkon, a többi helyen mindenütt bárányt találunk, az Agnus Dei-t.
- Néprajzi gyűjtemény az egykori Kalamár-házban (Domonkosfa 41.)
- Említésre méltó építészeti emlék a Kis-Kerka vizére épített két régi malom (Zslebics- és Csahuk-malom) és néhány régi parasztház is.

## Neves személyek
- A községben élt 1833-ig Szijjártó István evangélikus tanító és író.
- Domonkosfán született Czúgh János (1917 - 1993) fazekas, a Népművészet Mestere díj kitüntetettje
- Domonkosfán élt és egy ideig a domonkosfai iskolában tanított Kercsmár Rózsa (1936 - 1997) író, újságíró, a Domonkosfa krónikája című falumonográfia szerzője.[6]